# Каміла Клодель
Камі́ла Клоде́ль (фр. Camille Claudel; 8 грудня 1864 — 19 жовтня 1943) — французька скульптор реалістичного напрямку. Член журі Національного товариства мистецтв (1893—1899 роки).

## Життєпис

### Молоді роки
Батьками Каміли були Луї-Просперо і Луїза Клодель. Сім'я належала до заможної буржуазії. Дітей виховували в суворості. Її молодший брат Поль став відомим поетом, драматургом, письменником, академіком і послом Франції.
Маленька Каміла, раннє дитинство якої пройшло у Вільневі, ніколи не грала в ляльки з подружками, а із завзятістю дорослої людини місила і вправно ліпила фігурки з неподатливої глини, бентежачи своїх батьків. Вона примудрялася примушувати всю родину позувати соб.
У 1871 році Камілі вибрали для навчання Школу Сестер християнської доктрини. Але за рік, через часті переїзди батька по службі, в будинок узяли наставника, який навчав трьох дітей. Науки давалися дівчинці легко. Вона багато і безсистемно читала. Родинні стосунки була напружені. Напади батьківської безпричинної люті не згладжувалися материнською ласкою, яка ніколи не розуміла свою бунтівну доньку. Луї-Проспер змирився з тим, що вона ніколи не стане звичайною домогосподаркою, і навіть допомагав їй матеріально, коли вона починала свій шлях у мистецтві. Мати так ніколи і не пробачила Камілі її кар'єри.

### Початок творчості
Непокірна дівчинка виросла в гордовиту, енергійну, темпераментну і привабливу дівчину. Про творчість п'ятнадцятирічної Каміли вже говорили серйозно. Загублені ранні твори «Наполеон», «Бісмарк», «Давид і Голіаф» були досить значні, щоб привернути увагу критика Морхарда. Скульптор А. Буше, що проживав у той час в Ножан-сюр-Сені, був вражений таким багатообіцяючим юним талантом. Немає ніяких свідоцтв про ножанський період навчання Каміли технології скульптури, але те, що в 1882 р. до Парижа приїхав не аматор і не романтичне дівчисько, а майстер, що починає, підтверджується словами директора Школи витончених мистецтв П. Дюбуа, сказаними керівнику приватних курсів Буше: «Ваша підопічна брала уроки у пана Родена». Також Каміла відвідувала Академію Коларосси і разом з трьома подругами наполегливо розвивала свою майстерність в загальній майстерні.
Багато хто визнавав її дар як винятковий і не міг приховати захоплення. Скульптурні фігури Клодель здавалися живою імпровізацією, зарядженою енергією, оригінальністю. З робіт цього періоду особливу увагу привертають скульптурні портрети «Поль Клодель в 13 років» (1881 р.) і «Стара Елен» (1882 р.). Вони свідчать про майстерність, дивовижну для її віку, і небувалий ранній розквіт могутнього таланту.
В той же час у Клодель виробляється і шліфується власний стиль — витончений, плотський, наповнений внутрішньою силою. Погруддя «Поль Клодель в 16 років» (1884 р.) дотепер представлене (у копіях) в музеях світу як один з найкращих зразків скульптури XIX в. Серед творів Клодель, що дійшли до нас, — бюсти сестри «Луїза» (1885 р.) і зятя «Фердинанд де Массарі», «Шакунтала» (обидва в 1888 р.). Від них віє самобутністю виконання і досконалістю форм.

### Знайомство з Роденом

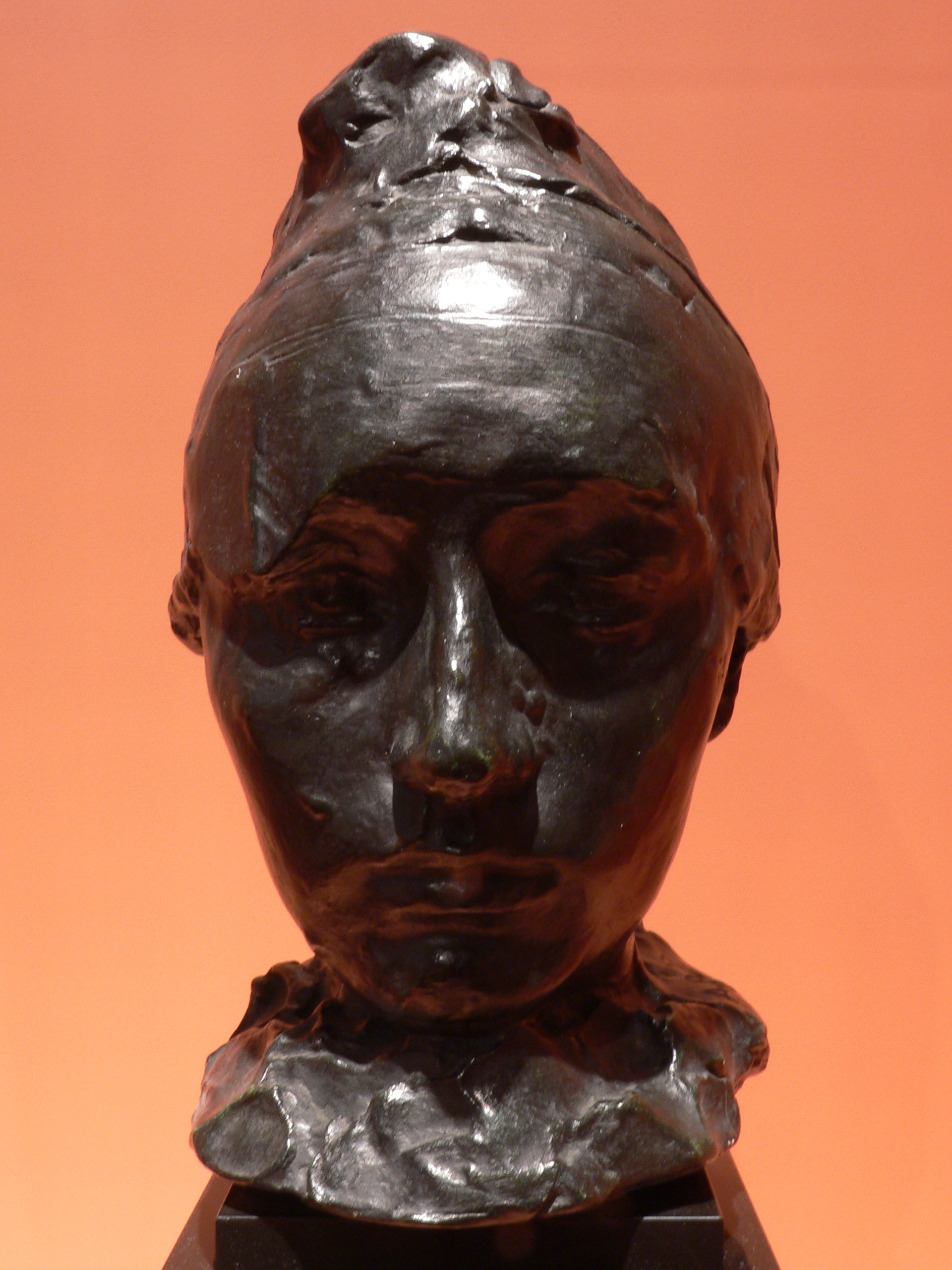
Огюст Роден, Портрет Каміли Клодель в капелюшку, 1886

В цей час доля зводить її з Огюстом Роденом. Здавалося, вони були створені один для одного: обидва винятково талановиті і працелюбні, захоплені творчістю до самозабуття. Сорокарічній, вже визнаний майстер побачив «її прекрасний лоб над чудовими очима того густо-синього кольору, який часто зустрічається в романах, великий чуттевий, але ще дуже гордий рот, густу копицю каштанового волосся, що спадає до самої поясу. Вигляд, вражаючий зухвалістю, прямотою, перевагою і веселістю». Так описував сестру П. Клодель. Каміла швидко переросла в незамінну помічницю і натхненника творчих ідей Родена. Коли вона почала ліпити його бюст, він визнав в ній природний талант скульптора. Клодель давно оволоділа багатьма технічними методами, як форматор не знала собі рівних, а мармур тесала з енергією і точністю, тоді як Роден працював переважно із глиною, а у мармур його твори переводили помічники. Її інтелектуальний рівень помітно перевищував роденівський: вона була дуже начитана і позбавлена тогочасних забобонів.
У 1888 р. Каміла пішла з сім'ї і оселилася в одній з майстерень Родена. Вона стала його музою, досконалою моделлю і коханкою. Дівчина сподівалася, що її покровитель незабаром стане їй законним чоловіком і шлях до слави зіллється із щасливим особистим життям. Але як би не любив Огюст Камілу, він не збирався розлучатися з Розою Бере, стосунки з якою у нього ось вже 20 років не були оформлені офіційно. Він нічого не хотів змінювати, його влаштовувало, що є одна жінка для будинку, а інша — для натхнення і любові. З Камілою він гордо з'являвся на прийомах, не соромлячись, представляв її друзям і замовникам. Але найголовніше, що вона надихнула його на створення широко відомих творів: «Вічна весна», «Данаїда», «Сирени», «Поцілунок», «Думка», «Аврора». Її майстерність і праця були вкладені в геніально задумані «Брами пекла», як і в інші роботи метра, закінчення яких він довіряв не тільки їй.
Роботи самої ж Клодель постійно порівнювали з творами Родена. У 1888 р. вона завершила перше своє велике творіння «Забуття». Критики побачили в ньому відгомони «Поцілунку». У наповненій ніжністю і млосною грацією скульптурі «Вальс» (1892 р.) відзначають роденівській динамізм. Клодель звинувачують в копіюванні і запозиченні роденівського стилю в роботі «Кліто». Особисте щастя Каміли було затьмарене любовним трикутником, а творчі досягнення стали болем, предметом ображеної самолюбності. «Свої твори я витягую з самої себе, швидше страждаючи надлишком, ніж браком ідей», — з гіркотою заявляє вона, відчуваючи, що стає лише тінню уславленого Родена. Існують версії, що висуваються біографами Клодель, що в період 1890—1892 рр. вона була вимушена до того ж перервати власну вагітність. Роден, що так і не визнав Огюста-молодшого (сина Рози), мабуть, не побажав нести відповідальність за позашлюбну дитину від Каміли. Скульптури Клодель «Одужання» і «Прощання» (1892 р.), можливо, стали відлунням цього хворобливого епізоду в її житті, як і скульптурний портрет «Дівчинка з Іллет» (інші назви «Спадкоємиця замку», «Маленька Жанна», 1894 р.), з чудовим ніжним дитячим обличчям і з відчуженим поглядом.
Поступово уражені жіноча і творча гідність підточили сліпе захоплення Роденом. Каміла чимдалі частіше дорікає йому за використання її творчого потенціалу. У неї не лишається ніяких ілюзій щодо мрії стати законною дружиною метра і забезпечити собі гідне становище у суспільстві. Її малюнки-шаржі на Родена нещадні в своєму негативізмі і презирстві та показують її чимдалі більше розчарування.
Через 15 років «сумісного» життя Каміла зважується на розрив. Запекла і скривджена, вона бачить в колишньому коханці крадія її ідей і робіт. Фахівці безпомилково стверджують, що багато ранніх робіт Клодель — «Молода дівчина зі снопом», «Етюд Чужськой голови», що «Молиться» стали основою або частиною роденівськіх скульптур «Галатея», «Скупість і розкіш», «Крик».
Але духовна і творча спільність принесла славу тільки Огюсту Родену. Тому не дивно, що в кожному відвідувачі Каміла почала бачить шпигуна і всім говорила, що метр заважає просуванню її робіт. Хоча сучасники визнавали, що і після розриву Роден багато намагався зробити для її успіху, беззастережно визнаючи її талант. «Що до мадемуазель Клодель, чий талант гідний Марсова поля… Всі неначе вважають, що вона моя протеже, коли це невизнаний талант… я упевнений, врешті-решт її чекає успіх, але бідна художниця буде нещасна, ще нещасніше потім, пізнавши життя, жалкуючи і плакавши, усвідомивши, можливо, надто пізно, що вона стала жертвою власної гордині; вона — художник, що чесно працює, але, можливо, їй доведеться пошкодувати про сили, витрачені на цю боротьбу і славу, що запізниться, раз за них доводиться розплачуватися хворобою», — з болем пише Роден Октаву Мірбо, багато чого водночас приховуючи від сторонніх. Він рекомендував її Національному товариству мистецтв, і Клодель стала членом його журі (1893—1899 рр.), намагався влаштувати виставки і допомогти грошима. Але Каміла наполегливо відмовлялася від допомоги Родена, глибоко затаївши в собі образу за зруйноване особисте життя і творчу кар'єру.

### Подальше життя і творчість
У перервах між нападами депресії Клодель напружено працювала. У 1895 році вона створила одну з найвиразніших композицій — «Зрілий вік». У ній стара-смерть намагається вирвати із обійм молодої дівчини палкого коханого. Через три роки Каміла створила другий варіант композиції, де смерть вже остаточно веде за собою того, хто втратив бажання жити. Ці скульптури були схвально оцінені критикою.
Клодель користувалася визнанням в художніх колах. Так, в січні 1895 року на честь святкування ювілею Пюві де Шаванна, Люксембурзькому музею подарована мармурова «Кліто» роботи Клодель. Але, приголомшена гучною славою Родена, вона не в силах оцінити свого успіху. Пішовши з його майстерні і не одержуючи урядових замовлень, Каміла була не в змозі оплачувати матеріали, формувальників, ливарників, натурників. Вона починає створювати малі скульптурні форми, пластично передаючи психологічний стан у побутових життєвих сценах.
У Салоні Марсова поля в 1895 році були представлені «Базіки», що відкрили цикл малих форм, куди потім увійшли скульптурні композиції «Глибока задумливість» («Камін», 1897 р.), «Сліпий старий співак» (близько 1900 р.). Багато робіт з цієї серії були втрачені або розбиті самою Камілою в період депресії. Продовжує вона роботу і над скульптурними портретами: бюсти художника Л. Лерміта і його сина (обидва в 1895 р.), «Граф Мегре в костюмі Генріха II» (1899 р.), «Поль Клодель в 43 роки» (1910 р.), «Ельзаска» (1902 р.). Дві замовлені роботи на міфологічні сюжети — «Гамадріада» (1897 р.) і «Персей і медуза Горгона» (1899 р.), а також «Фортуна» і «Сирена» (близько 1905 р.) свідчать про те, що художниці вдалося знайти свою класичну манеру, відмінну від роденівської, і її чекає визнання публіки. Критики присвячують Клодель схвальні статті, її роботи виставляються в Національній спілці мистецтв, на Осінньому салоні, в Салоні «Незалежних» в Парижі, а також у салонах Брюсселя, Женеви, Риму. Скульптура «Гамадріада» прикрасила Всесвітню виставку 1900 р.
Але фінансовий стан самотньої, беззахисної жінки стрімко погіршується. Незважаючи на допомогу батька і брата, а також невеликий прибуток від виготовлення предметів прикладного мистецтва в стилі модерн (лампи, попільнички, вази), витрати на творчість вводять Клодель у борги, а потім у бідність. Вона замикає себе в стінах майстерні, відмовляється від зустрічей з друзями і замовниками. Уражена самолюбність, відсутність підтримки близьких підривають її психіку. Манія переслідування посилюється з кожним днем. Велику частину створених робіт Каміла безжально знищує, щоб інші не вкрали її ідеї і не нажили багатства. Вікна і двері майстерні не відкривалися тижнями, щоб «учасники змови» (Роден, родичі, натурники, постачальники) не змогли знищити справу її життя. Всі її вчинки і листи з 1905 р. свідчать про неадекватний психічний стан, необхідність серйозного лікування. Психічна катастрофа стрімко насувалася, але мати і сестра не бажали брати участі в долі Каміли, брат Поль, як дипломат, постійно перебував за кордоном, а старий батько таємно від дружини міг допомогти дочці лише грошима.
Вже в 1907—1910 рр. мало хто з друзів міг впізнати в «похмурій, розпатланій, тремтячій від страху», «величезній, замурзаній, яка без зупину говорить монотонним металевим голосом», жінці колишню красуню Камілу. Відразу після смерті батька її брат, мати і сестра пішли на крайні заходи — примусову госпіталізацію психічно нестабільної Каміли. Вони більше не могли терпіти божевільні витівки Каміли і бути посміховиськом у суспільстві. З 10 березня 1913 р. на 30 довгих років (вона пережила Родена на 26 років) Клодель замкнули в притулку для божевільних. До останніх днів життя вона усвідомлювала свій стан полонянки, зберігаючи ясну пам'ять і проникливий розум, але у неї не було сил самостійно упоратися з важким психозом. Можливо, добра участь сім'ї, до якої вона в листах волала про допомогу, змогла б врятувати Камілу від манії переслідування, що губила її. Але мати категорично відмовилася узяти «на себе турботу про дочку, яка дотримується найнавіженіших поглядів, сповнена ворожих намірів і готова заподіяти нам всім неприємності, які тільки зможе… Вона істота порочна… Ми і так дуже довго їй потурали».
Померла 19 грудня 1943 р. в притулку Мондеверг, поблизу Авіньйона. Родичі поховали її на кладовищі Монфаве, але могила не була збережена.
Лише після смерті сучасники «визнають за Камілою Клодель вартісного скульптора нашого часу» (газета «Авенір де л'Ен», 1943 р.). Інтерес до її творінь дотепер живий. Велика частина її ніжних, зворушливо-сумних і поеотично привабливих скульптур була виставлена в музеї Родена, воз'єднуючи їх таланти після смерті. Ім'я Каміли Клодель назавжди увійшло до історії мистецтва.

## Образ у кіно
- Фільм «Каміла Клодель». Режисер Нюіттен Брюно, в головній ролі — Ізабель Аджані, 1988.
- Фільм «Каміла Клодель, 1915». Режисер Брюно Дюмон, в головній ролі — Жульєт Бінош.

## Образ у літературі
Дитячі роки Каміли описані в книзі «Ірина Хомин про Карла Гаусса, Астрід Ліндгрен, Ніколо Паганіні, Каміллу Клодель, Ван Гога, Соломію Крушельницьку» / І. Хомин. — Київ : Грані-Т, 2008. — 135 с. — (Серія «Життя видатних дітей»). — ISBN 978-966-2923-77-3. — ISBN 978-966-465-165-0
П'єса Ольги Кіс «Мій Роден» про кохання Каміли Клодель та Огюста Родена — перша постановка цієї п'єси відбулась на сцені Національного академічного українського драматичного театру імені Марії Заньковецької [Архівовано 12 листопада 2021 у Wayback Machine.] у Львові 17 листопада 2017 року до 100-річчя смерті Огюста Родена.